# Hội trường Giải phóng Kelheim
Hội trường Giải phóng Kelheim  (Befreiungshalle, tiếng Đức: [bəˈfʀaɪ̯ʊŋsˌhalə]) là một tượng đài tân cổ điển nằm trên đồi Michelsberg bên trên thị trấn Kelheim ở Bayern, Đức. Nó nằm ở thượng nguồn của thành phố  Regensburg trên sông Donau tại nơi hợp lưu của Donau và Altmühl, tức là Kênh Rhein – Main – Donau. Nó nằm ngay phía hạ lưu của Hẻm núi Donau, nằm trên cao phía đầu thấp hơn của nó. Nó được Vua Ludwig I của Bayern ủy nhiệm xây để kỷ niệm chiến thắng trước Napoléon trong các cuộc chiến tranh Giải phóng nước Đức từ năm 1813–1815.

## Lịch sử

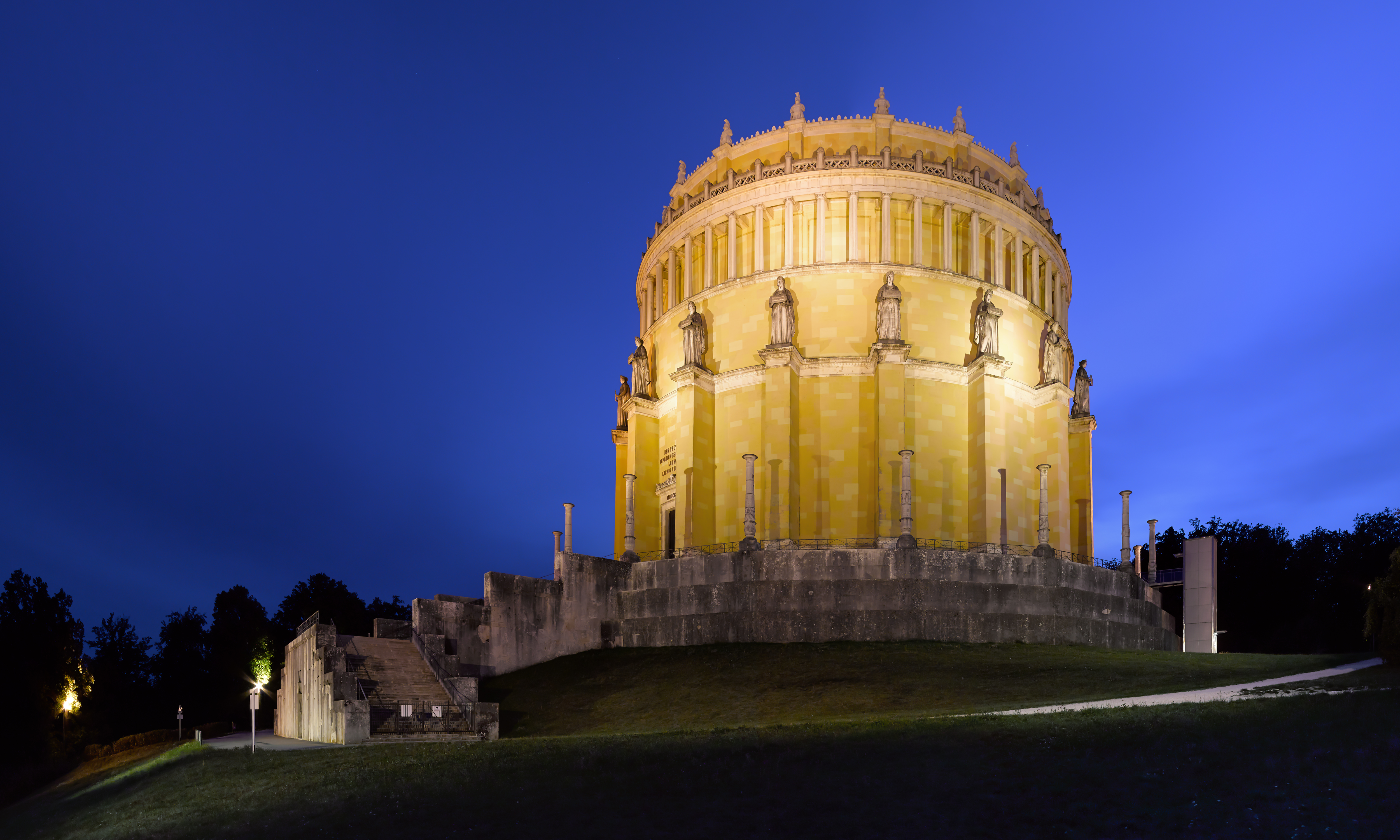
Befreiungshalle vào ban đêm

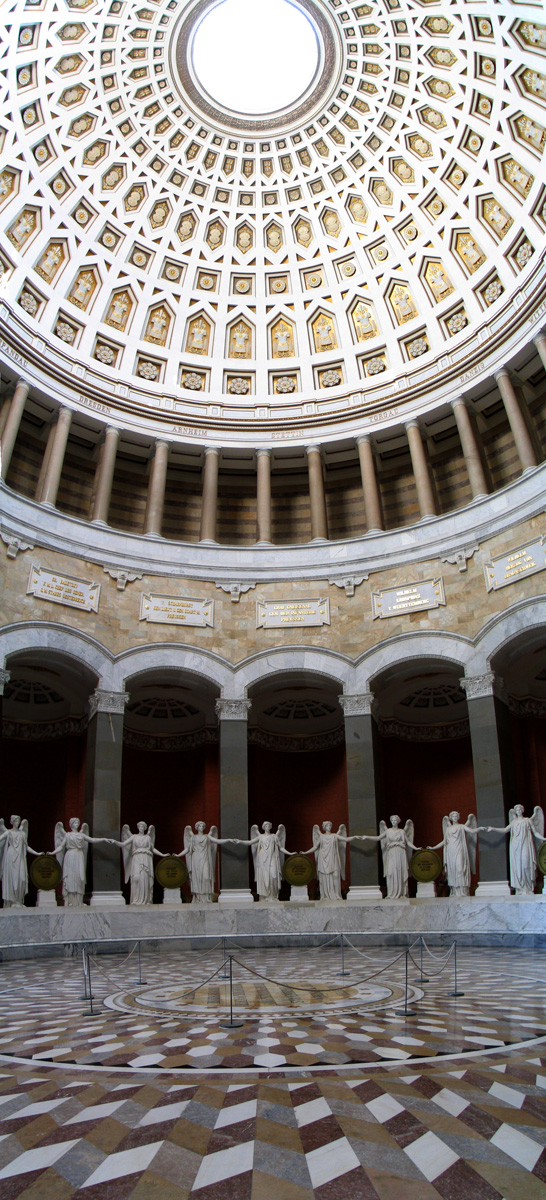
Nội thất với các tác phẩm điêu khắc của Ludwig Schwanthaler

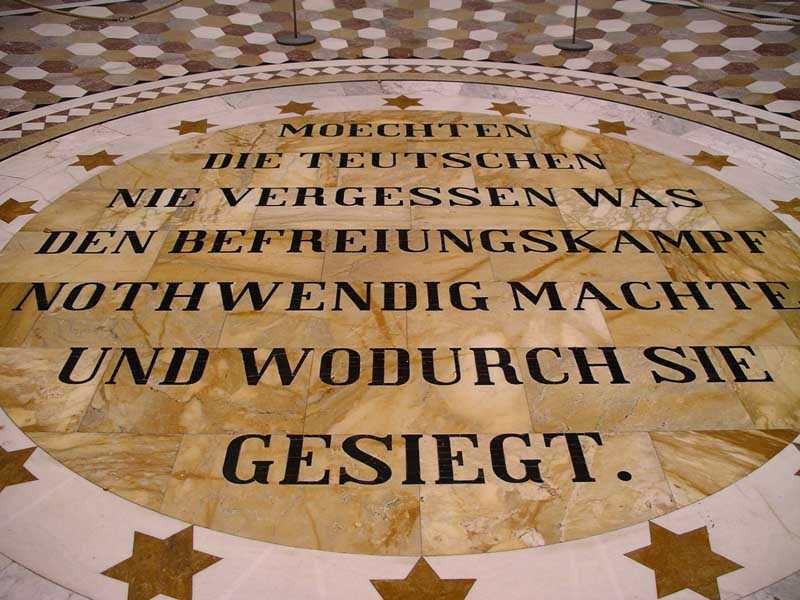
Dòng chữ trên sàn

Vua Ludwig I của Bayern ra lệnh xây Befreiungshalle  để kỷ niệm chiến thắng chống lại Napoleon trong  Chiến tranh Giải phóng kéo dài từ 1813 đến 1815.
Công trình được Friedrich von Gärtner bắt đầu xây dựng vào năm 1842 với sự kết hợp giữa phong cách Tân cổ điển và Thiên chúa giáo. Nó được xây trên đồi Michelsberg, tại một nơi trước đây là một phần tàn tích của một pháo đài hoặc thị trấn thời tiền sử. Theo lệnh của nhà vua, Leo von Klenze sau đó đã thay đổi kế hoạch và hoàn thành tòa nhà vào năm 1863. Nghi thức khai mạc diễn ra vào ngày 18 tháng 10 năm 1863 - kỷ niệm 50 năm Trận chiến của các quốc gia (Völkerschlacht) gần Leipzig.
Bài phát biểu sau đây của Vua Ludwig I, được nhúng vào nền đá cẩm thạch, kỷ niệm dịp xây dựng Befreiungshalle:
MOECHTEN
DIE TEUTSCHEN
NIE VERGESSEN WAS
DEN BEFREIUNGSKAMPF
NOTHWENDIG MACHTE
UND WODURCH SIE
GESIEGT.
(Mong muốn
người Đức
không bao giờ quên những gì
cần thiết cho
cuộc đấu tranh cho tự do
và bằng phương tiện gì họ
đã thắng.)
Dòng chữ về sự cống hiến này được tìm thấy phía trên khung cửa được trang trí của cổng vào:
DEN TEUTSCHEN
BEFREIUNGSKAEMPFERN
LUDWIG I
KOENIG VON BAYERN
(Gửi cho những người Đức chiến đấu giải phóng đất nước
Ludwig I Vua xứ Bayern)

## Hiện tại
Hội trường mở cửa cho công chúng vào xem. Phòng trưng bày bên ngoài phía trên không mở cho khách tham quan.